# Andrena subsquamiformis
Andrena subsquamiformis är en biart som beskrevs av Osamu Tadauchi och Xu 2000. Andrena subsquamiformis ingår i släktet sandbin, och familjen grävbin. Inga underarter finns listade i Catalogue of Life.